# Eötvössche Regel

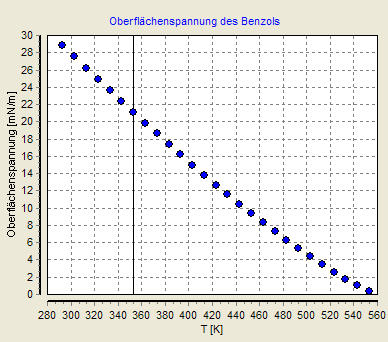
Temperaturabhängigkeit der Oberflächenspannung am Beispiel des Benzols

Die nach dem ungarischen Physiker Loránd (Roland) Eötvös (1848–1919) benannte Eötvössche Regel erlaubt es, die Oberflächenspannung eines beliebigen flüssigen Reinstoffes bei allen Temperaturen vorherzusagen. Dazu muss lediglich die Dichte, die molare Masse und die kritische Temperatur der Flüssigkeit bekannt sein. Am kritischen Punkt ist die Oberflächenspannung Null.
Die erste Aussage der Regel ist:
1. Die Oberflächenspannung hängt linear von der Temperatur ab.
Diese Regel wird für die meisten bekannten Fälle zumindest ungefähr erfüllt. Bei Auftragung der Oberflächenspannung gegen die Temperatur ergibt sich also zumindest näherungsweise eine Gerade, die bei der kritischen Temperatur eine Oberflächenspannung von Null ergibt.
Die Eötvös-Gleichung beschreibt aber nicht nur die Abhängigkeit der Oberflächenspannung einer Flüssigkeit von der Temperatur, sondern trifft darüber hinaus auch eine weitere wesentliche und umfassendere Aussage:
2. Die Temperaturabhängigkeit der Oberflächenspannung kann für alle Flüssigkeiten so aufgetragen werden, dass sich dabei näherungsweise immer dieselbe Gerade ergibt. Dazu muss entweder die Molmasse und die Dichte der Flüssigkeit oder ihr Molvolumen bekannt sein.
Die Eötvössche Regel folgt also dem Theorem der übereinstimmenden Zustände, nach dem bei geeigneter Wahl von reduzierten Größen – hier der sogenannten molaren Grenzflächenspannung – alle Stoffe denselben Gleichungen gehorchen.
Mit Hilfe dieser beiden Regeln kann man die Oberflächenspannung einer beliebigen Flüssigkeit bei beliebiger Temperatur vorhersagen.

## Eötvös-Gleichung
Ist {\displaystyle V_{\text{m}}} das molare Volumen und {\displaystyle T_{\text{c}}} die kritische Temperatur der Flüssigkeit, so ist ihre Oberflächenspannung γ nach der einfachen Eötvös-Gleichung
{\displaystyle \gamma \cdot {V_{\text{m}}}^{2/3}=k(T_{\text{c}}-T).}
Die nach Eötvös für alle Flüssigkeiten gültige Eötvös-Konstante hat einen Wert von
{\displaystyle {\begin{aligned}k&=2{,}1\cdot 10^{-7}\,\mathrm {J/(K\cdot mol^{2/3})} \\&=2{,}1\,\mathrm {erg/(K\cdot mol^{2/3})} \end{aligned}}}
Etwas genauere Werte erhält man, wenn man berücksichtigt, dass die Gerade in der Regel schon 6 K vor dem kritischen Punkt die Temperaturachse schneidet:
{\displaystyle \gamma \cdot {V_{\text{m}}}^{2/3}=k(T_{\text{c}}-6\ \mathrm {K} -T).}
Das molare Volumen {\displaystyle V_{\text{m}}} ist gegeben durch die Molmasse M und die Dichte ρ:
{\displaystyle V_{\text{m}}=M/\rho .}
Der Term {\displaystyle \gamma {V_{\text{m}}}^{2/3}} wird auch als molare Grenzflächenspannung bezeichnet:
{\displaystyle \gamma _{\text{m}}=\gamma \cdot {V_{\text{m}}}^{2/3}.}
Damit lässt sich die Eötvös-Gleichung schreiben als:
{\displaystyle \gamma _{\text{m}}=k(T_{\text{c}}-6\ \mathrm {K} -T).}
Eine sinnvolle Darstellung, die das ungünstige Auftreten der Einheit mol−2/3 vermeidet, wird mit Hilfe der Avogadro-Konstanten NA erhalten:
{\displaystyle {\begin{aligned}\gamma &=k'\left({\frac {M}{\rho N_{\text{A}}}}\right)^{-2/3}(T_{\text{c}}-6\ \mathrm {K} -T)\\&=k'\left({\frac {N_{\text{A}}}{V_{\text{m}}}}\right)^{2/3}(T_{\text{c}}-6\ \mathrm {K} -T)\end{aligned}}}
Wie John Lennard-Jones und Corner 1940 mit der statistischen Mechanik gezeigt haben, ist die Konstante {\displaystyle k'} ungefähr gleich der Boltzmann-Konstante:
{\displaystyle k'=k\cdot {N_{\text{A}}}^{-2/3}\approx k_{\text{B}}.}
Für das Beispiel Wasser ergibt sich nach Einsetzen aller Größen folgende Zahlenwertgleichung:
{\displaystyle {\gamma }=0{,}07275\cdot \left(1-0{,}002\cdot \left({T}-291\right)\right)}
bei Verwendung der Maßeinheiten
- T in Kelvin
- {\displaystyle {\gamma }} in {\displaystyle \mathrm {N/m} }

Dies stimmt mit den experimentell gemessenen Oberflächenspannungen in guter Näherung überein.

## Historisches
Eötvös begann schon als Student, sich mit der Oberflächenspannung zu befassen. Er entwickelte eine neue Art und Weise, die Oberflächenspannung zu bestimmen, die Reflexionsmethode. Die Eötvös-Gleichung wurde zunächst rein phänomenologisch gefunden und 1886 veröffentlicht. 1893 zeigten William Ramsay und John Shields (1850–1909) die verbesserte Version, die berücksichtigt, dass die Gerade in der Regel schon vor dem kritischen Punkt die Temperaturachse schneidet. Auch Albert Einstein befasste sich mit der Temperaturabhängigkeit der Oberflächenspannung. John Lennard-Jones und James Corner publizierten 1940 eine Herleitung der Gleichung mit der statistischen Mechanik. Masao Katayama (1877–1961) zeigte 1916 eine empirisch gefundene Variante der Eötvös-Gleichung für den Fall, dass die Dichte des Dampfes nicht vernachlässigbar ist im Vergleich zur Dichte der Flüssigkeit. Darauf aufbauend gab E. A. Guggenheim 1945 eine weitere Variante der Gleichung bekannt, die heute Katayama-Guggenheim-Gleichung genannt wird:
{\displaystyle \gamma =\gamma _{0}(1-T/T_{\text{c}})^{11/9}.}